# San Antonio del Río, Guanajuato
San Antonio del Río är en ort i Mexiko.   Den ligger i kommunen Silao de la Victoria och delstaten Guanajuato, i den centrala delen av landet, 290 km nordväst om huvudstaden Mexico City. San Antonio del Río ligger 1 758 meter över havet och antalet invånare är 246.
Terrängen runt San Antonio del Río är en högslätt. Runt San Antonio del Río är det ganska tätbefolkat, med 207 invånare per kvadratkilometer. Närmaste större samhälle är Silao, 7,7 km norr om San Antonio del Río. Trakten runt San Antonio del Río består till största delen av jordbruksmark.